# إبراهام فريمبورغ
إبراهام فريمبورغ (بالإنجليزية: Abraham Frimpong)‏ هو لاعب كرة قدم غاني في مركز الدفاع، ولد في 6 أبريل 1993 في أكرا في غانا . لعب مع نابريداك كروشيفاتس ونادي فويفودينا ونادي العين السعودي.

## وصلات خارجية
- إبراهام فريمبورغ على موقع قاعدة بيانات كرة القدم.إي يو (الإنجليزية)
- إبراهام فريمبورغ على موقع Soccerbase.com (لاعب) (الإنجليزية)
- إبراهام فريمبورغ على موقع Soccerway.com (الإنجليزية)